# Куява, Антоний
О. Антоний Куява в советских документах Антон Николаевич Куява (пол. Antoni Kujawa, 10 марта 1908—2 мая 1968) — польский ксёндз, узник ГУЛаг, активный участник Кенгирского восстания.

## Биография
Родился 10 марта 1909 года в с. Потулин в семье крестьян. Отец — Миколай Куява (пол. Mikołaj Kujawa, 3 декабря 1871—?) и Констанция в девичестве Сверчинская (пол. Konstancja Świerczyńska, 14 июнь 1874—?). Окончил гимназию в Вонгровеце. После прохождения военной службы и был принят на медицинский факультет Университета Стефана Батория в Вильнюсе. Проучившись два  года медицине, Антоний поступил в Виленскую духовную семинарию, которую окончил в 1937 году со степенью магистр богословия. Рукоположен в 1937 году. В 1937—1938 годах служил в Костёле Вознесения Пресвятой Девы Марии в селе Желудок. В 1939 году настоятель храма Пресвятого Сердца Иисуса в Подбжезе Виленско-Трокского повета Виленского воеводства. Согласно документам, связанным с арестом в 1949 году, в момент прихода Красной армии осенью 1939-го был приходским священником в с. Язно недалеко от Дисны около советской границы. Остался там и после 1939 года. В 1943 году «за нарушение распоряжений оккупационных властей» отца Антона арестовало гестапо. После нескольких месяцев заключения его отпустили благодаря многочисленным обращениям прихожан. После повторного установления советской власти отец Антон должен был перейти служить в приход в с. Мосар Дуниловичского района Полоцкой области.

### Арест ирепрессии
17 февраля 1949 (по другим сведениям — 17 января 1949) арестован и заключён в Полоцкую внутреннюю тюрьму. Обвинён в том, что: 
будучи по идейным убеждениям врагом Советской власти, в период с 1944 по 1949 год, под прикрытием религиозно-католических праздников, систематически участвовал в сборищах ксёндзов, на которых обсуждались антисоветские вопросы пораженческого характера. Среди граждан своего прихода Куява проводил антисоветскую пропаганду, направленную против вступления молодежи в комсомол и работы граждан в сов. учреждениях.
 С помощью непрерывных допросов о. Антона лишали сна на несколько дней подряд: с 1 по 4 марта, с 7 по 11 марта, с 13 по 17 марта. К нему в камеру подсадили «наседку» (агента следственных органов), агент сообщал, что о. Антон:
среди арестованных в камере в период февраль—апрель месяцев 1949 года систематически проводил антисоветскую пораженческую пропаганду.
К концу следствия дело было переквалифицированно в дело об «измене Родине» на том основании, что якобы «Куява был завербован немецкой жандармерией в качестве агента и получил задание на выявление советских партизан и должен был доносить об их действиях». 21 мая 1949 ПП ВТ войск МВД Полоцкой области приговорил отца Антона по ст. ст. 63-1 и 72 «б» УК БССР к 25 годам ИТЛ с поражением в правах на 5 лет и конфискацией имущества.
25 июля 1949 года этапирован в Степлаг (окрестности Джезказгана в Казахской ССР). На обложке личного дела о. Антона была пометка «агент немцев».
В марте 1952 года у о. Антона начался активный туберкулезный процесс.
Через два дня после смерти Сталина, 7 марта 1953 года, заключённого Куяву отправили в штрафной изолятор (ШИЗО) за то, что «систематически носит одежду не лагерного образца». Биограф отца Антона, Ирина Осипова, объясняет это тем, что священник решил открыть наличие у него сана и носил одежду напоминающую облачение ксендза.
После смерти Сталина появились надежды на изменения в жизни заключенных и в августе 1953 о. Антоний направил в Прокуратуру и Верховный суд заявления о пересмотре своего дела, указав на незаконные методы следствия и отсутствие на суде переводчика, но в просьбе отказано с формулировкой: «Оснований для пересмотра дела нет».

### Участие в забастовках
13 февраля 1954 года был отправлен в ШИЗО на 3 месяца «за активное участие в массовой волынке <"забастовка" на языке руководства ГУЛАГа> и подстрекательстве к этому других <…>, а также за отказ от работы». Эта забастовка была объявлена заключенными Кенгира в ответ на убийство охранником Мелешенко в зоне Горстроя евангелиста Александра Сысоева, о котором упоминает А. И. Солженицын в "Архипелаге ГУЛАГ".
С 16 мая 1954 — в Кенгирском отделении Степлага началось восстание заключенных, продолжавшееся 40 дней, в котором о. Антон принял активное участие. Следствие составило список священников разных конфессий, которые активно участвовали в восстании: «1. Куява; 2. Бережной; 3. поп Григорий; 4. поп Зора». В нём о. Антон Куява занимает первое место. Позднее в докладной записке на имя Круглова было особо подчёркнуто, что во время восстания «активно действовала группа попов православной, католической и автокефальной церкви. Эти попы систематически проводили молебны и призывали заключенных к неповиновению лагерной администрации»:359. Вот как описывает роль о. Антона Куявы одна из участниц восстания, Анна Дмитриевна Гричаник (Витт):

Многие девушки переписывались с ребятами. Записки привязывали к камню и перекидывали из зоны в зону.
Одна записка пришла от ребят с предложением познакомить "отца  с матерью", так называли бригадира и бригадиршу. Так заочно мы познакомились, его звали Костей Виттом. <...>
Впервые мы встретились, когда в лагере вспыхнуло восстание, это было ночью 18 мая.<...>
В один прекрасный день К[онстантин] И[ванович] предложил мне обвенчаться. В их зоне был священник, и он уже благословил некоторые пары. Я дала своё согласие, мы пошли в 3-й лагпункт, где в присутствии всей бригады мы стали законными мужем и женой.
Священник читал молитву, соединил наши руки, а потом мы расписались в амбарной книге, на которой был нарисован крест.
Участники восстания вспоминали об отце Антоне с большой благодарностью: «Чувство долга руководило Антоном Ивановичем Куявой, когда он венчал новобрачных и отпевал погибших»:315.
Восстание было жестоко подавлено войсками: заключенных в бараках и на баррикадах расстреливали из пушек и давили танками, прорвавшие оборону солдаты вели по ним прицельный огонь из автоматов. Результатом штурма стали «десятки и десятки убитых, раздавленных, обожжённых заключенных, четыреста человек получили тяжелые ранения». Отец Антон был отправлен на время следствия в штрафной изолятор, но из-за резкого обострения туберкулеза легких начальство вынуждено было перевести его в лагерный лазарет. 31 декабря 1954 — о. Антон был освобождён из лагеря досрочно по состоянию здоровья (ПП Карагандинского ОС). Отправлен в ссылку в Карагандинскую область.

В июле 1954 комиссия по усмирению Кенгирского восстания представила в МВД «Докладную записку» за подписью начальника ГУЛаг, в ней особо была отмечена активная роль священников в этих событиях, в связи с чем предлагалось следующее: 
Считаем необходимым во всех лагерях, особенно в особых, значительно усилить политико-воспитательную работу и антирелигиозную пропаганду. В ближайшие шесть месяцев всех попов, ксендзов и активных религиозников из лагерей изъять и сконцентрировать их в отдельных лагерях или лагподразделения.

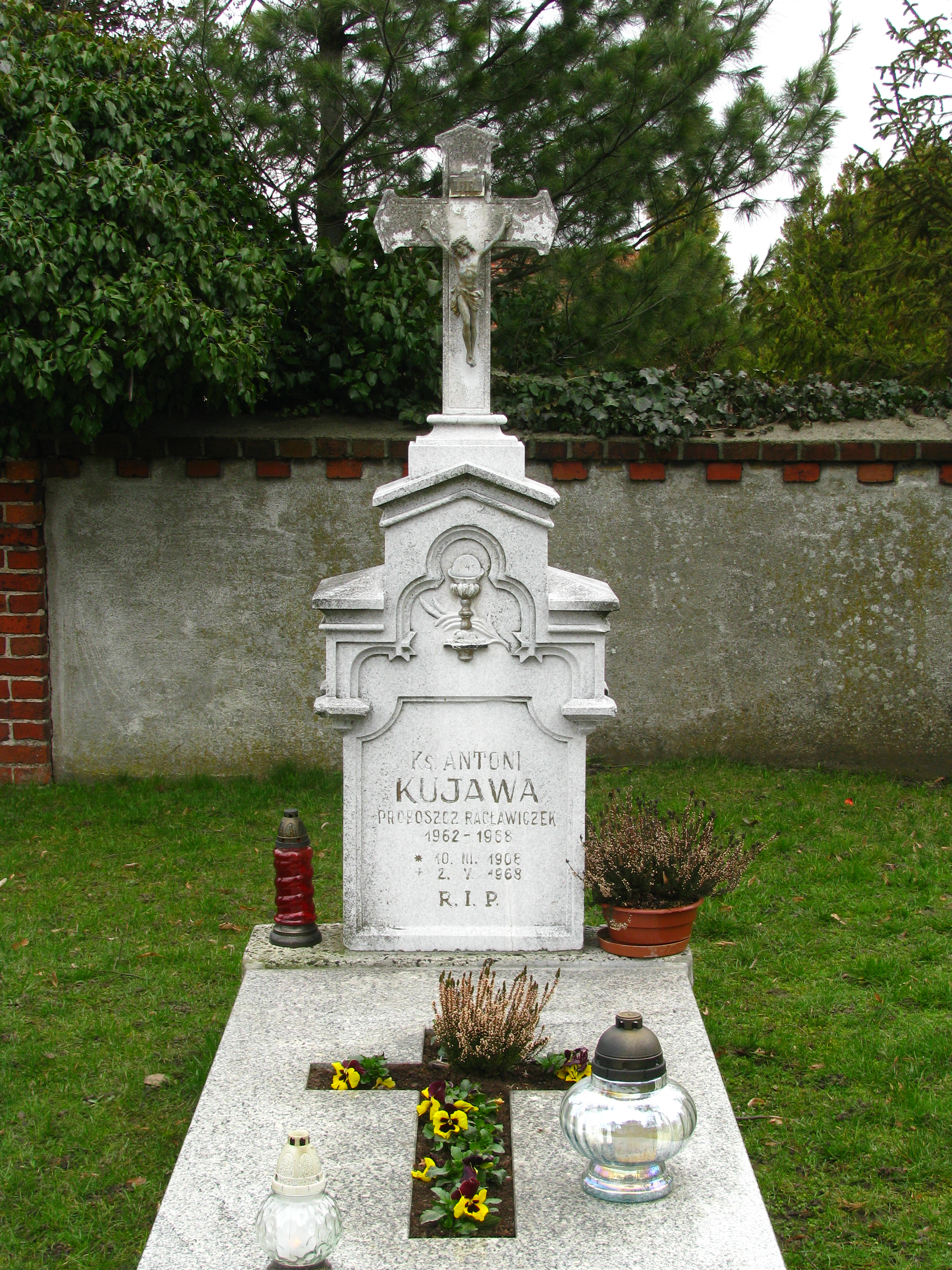
Могила священника Куявы на кладбище в Рацлавичках

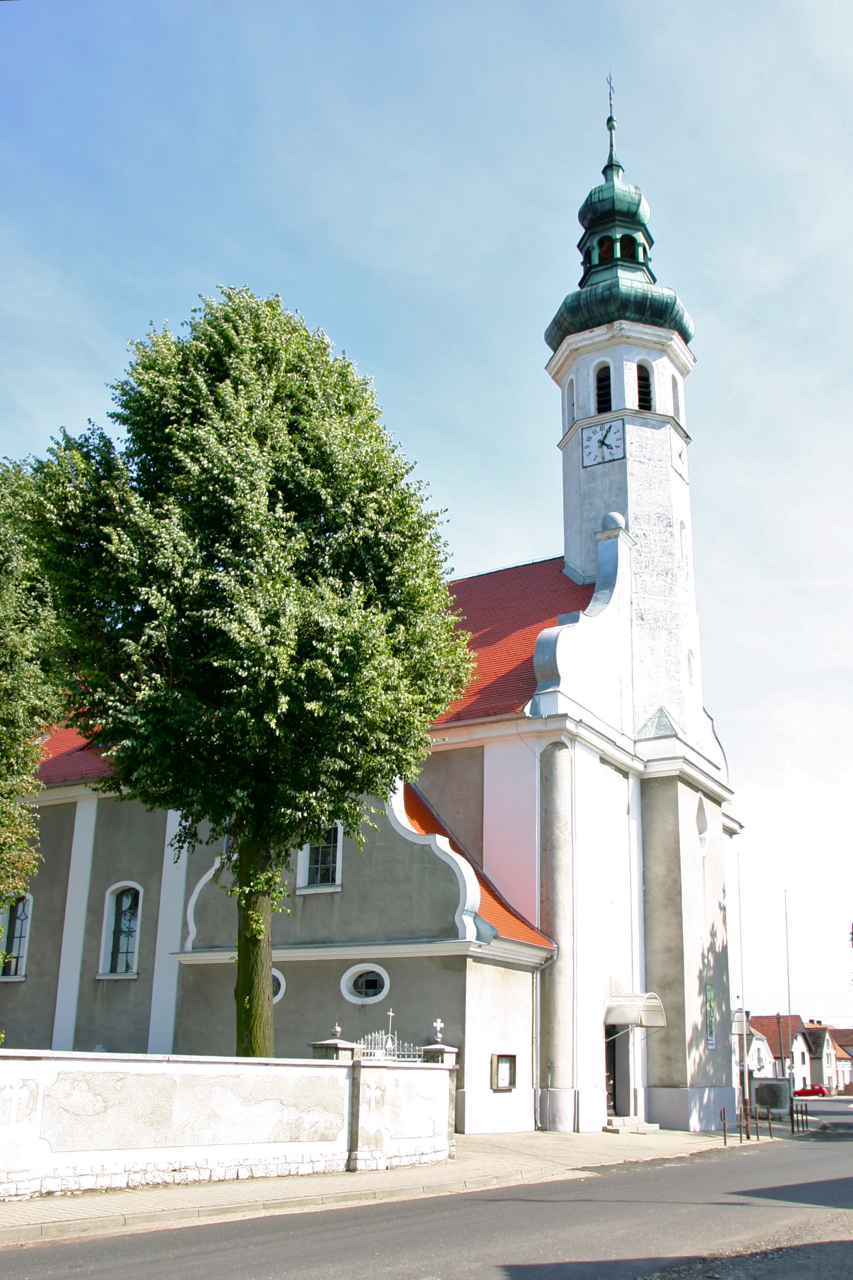
Собор Св. Марии Магдалины в Рацлавичках, последнее место служения о. Антония.

### Пастырское служение в Польше
2 февраля 1956 о. Антон освобожден из ссылки и выехал на родину в Польшу.
3 октября 1962 года епископ о. Францишек Йоп (1897—1976) назначил в Собор Святой Марии Магдалины в Рацлавичках нового настоятеля о. Антония Куяву. В его пастырской работе ему помогал викарий о. Ян Цпиолек. Отец Антоний прослужил в этом приходе до конца своей жизни. Умер 2 мая 1968 года от сердечного приступа.
18 февраля 1994 года реабилитирован по делу 1949 года Витебским областным судом.

## Семья
- Брат — Станислав (1897—1946)[15]
- Сестра — Хелена (1913—1983), муж Францишек Собчак (1910—1980)[16]
- Сестра — Юзефа (Józefa)
- и ещё трое братьев или сестёр.

## Комментарии
1. ↑  В польском источнике приведена дата рождения 10 марта 1909[2], тогда как во всех российских источниках, восходящих к следственному делу, года рождения 1908[3][4]. На надгробном памятнике в Рацлавичках дата 10 марта 1908[1].
2. ↑  В двух источниках[4][3] очевидная сходная опечатка - сказано "о. Иосиф", но речь идёт об Антоне Куяве.